# Bukovno
Obec Bukovno se nachází v okrese Mladá Boleslav, kraj Středočeský. Rozkládá se asi šest kilometrů severozápadně od Mladé Boleslavi. Žije zde 788 obyvatel.

## Historie
První písemná zmínka o obci pochází z roku 1380.

### Územněsprávní začlenění
Dějiny územněsprávního začleňování zahrnují období od roku 1850 do současnosti. V chronologickém přehledu je uvedena územně administrativní příslušnost obce v roce, kdy ke změně došlo:
- 1850 země česká, kraj Jičín, politický i soudní okres Mladá Boleslav[4]
- 1855 země česká, kraj Mladá Boleslav, soudní okres Mladá Boleslav[4]
- 1868 země česká, politický i soudní okres Mladá Boleslav[4]
- 1939 země česká, Oberlandrat Jičín, politický i soudní okres Mladá Boleslav[5]
- 1942 země česká, Oberlandrat Praha, politický i soudní okres Mladá Boleslav[6]
- 1945 země česká, správní i soudní okres Mladá Boleslav[7]
- 1949 Pražský kraj, okres Mladá Boleslav[8]
- 1960 Středočeský kraj, okres Mladá Boleslav[9]

### Rok 1932
Ve vsi Bukovno s 769 obyvateli v roce 1932 byly evidovány tyto živnosti a obchody: autodoprava, 3 holiči, 3 hostince, kolář, kovář, 2 krejčí, obuvník, 12 rolníků, řezník, sedlář, 2 obchody se smíšeným zbožím, spořitelní a záložní spolek, stavební družstvo, trafika, truhlář, zámečník.
Ve vsi Líny s 300 obyvateli (v roce 1932 samostatné vsi, ale která se později stala součástí Bukovna) byly evidovány tyto živnosti a obchody: 2 hostince, kovář, obuvník, 6 rolníků, 2 obchody se smíšeným zbožím, trafika, velkostatek.

## Pamětihodnosti
- Kostel svatého Jana Nepomuckého na návsi
- Socha Panny Marie na návsi u kostela
- Zemědělský dvůr čp. 24

## Části obce
- Bukovno
- Líny

## Doprava
Silniční doprava: Obcí prochází silnice II/259 Mladá Boleslav – Bukovno – Mšeno – Dubá.
Železniční doprava: Bukovno leží na železniční trati Mladá Boleslav – Mělník v úseku, který je v jízdním řádě uváděn v tabulce 064. Jedná se o jednokolejnou regionální trať, doprava byla v tomto úseku zahájena roku 1905. Přepravní zatížení trati mezi Mšenem a Mladou Boleslaví v roce 2011 činilo obousměrně 7 osobních vlaků. Na území obce leží dvě mezilehlé železniční zastávky Bukovno a Líny.
Autobusová doprava: V obci měla v pracovních dnech května 2011 zastávky příměstská autobusová linka Mladá Boleslav-Katusice-Bělá pod Bezdězem,Bezdědice (9 spojů tam i zpět) (dopravce TRANSCENTRUM bus, s.r.o.)